# Victorias d'Ottawa

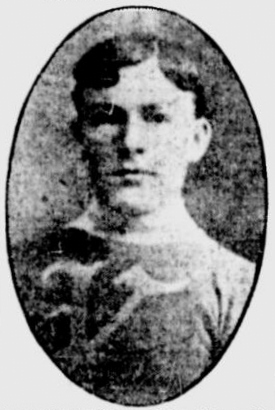
Arthur Throop avec le maillot des Victorias d'Ottawa.

Les Victorias d'Ottawa sont une équipe de hockey sur glace du début du XXe siècle. L'équipe, basée à Ottawa en Ontario au Canada, est connue pour avoir joué, et perdu, un défi de la Coupe Stanley en 1908, contre les Wanderers de Montréal.

## Historique
Le club est créé en 1901 par Jimmie Enright, propriétaire et gérant de la patinoire Victoria d'Ottawa. Pendant ses deux premières saisons, l'équipe ne joue que des matchs de démonstration sans connaître de défaite. Pour la saison 1903, le club rejoint la ligue de hockey de la ville d'Ottawa  jouant contre les Castors, les Emmetts, les Nationals ainsi que l'équipe du Rialto teams. L'équipe qui évolue alors sous le nom de Victorias remporte le championnat contre les Emmetts. Lors de la saison suivante, l'équipe se joint à la Canadian Amateur Hockey League mais dans sa division junior. L'équipe senior rejoint en 1905 la Ligue fédérale de hockey amateur. Avec Tommy Smith, futur membre du Temple de la renommée du hockey, dans ses rangs, Ottawa se classe deuxième derrière la formation de Smiths Falls. Le 6 mars 1907, l'équipe joue contre le club Cornwall et le match dégénère entre les deux formations pour se conclure sur la mort accidentelle de Owen McCourt. À la suite de ce match, Cornwall quitte  la LFHA, ce qui profite aux Victorias qui sont sacrés champions.
En tant que champions de la LFHA, les Victorias ont le droit de lancer un défi aux champions en titre de la Coupe Stanley, les Wanderers de Montréal. Ces derniers conservent leur titre en remportant les deux matchs 9-3 et 13-1. L'équipe des Victorias joue sa dernière saison en 1907-1908 alors que la ligue fédérale arrête ses activités l'année d'après.

## Matchs de la Coupe Stanley
| 9 janvier 1908 | Montréal | 9-3 (5-2, 4-1) | Ottawa | Aréna de Montréal |

| Feuille de match | Feuille de match | Feuille de match                                | Feuille de match                                                                     | Feuille de match                  |
| ---------------- | --- | ----------------------------------------------- | ------------------------------------------------------------------------------------ | --------------------------------- |
|                  | Art Ross — 3 min - Frank Glass — 11 min 30 s Ernie Russell — 15 min 30 s Ernie Russell — 16 min 30 s - Frank Glass — 25 min 30 s Frank Glass — 30 min 30 s Ernie Russell — 35 min 30 s - Art Ross — 45 min Ernie Russell — 58 min | 1-0 1-1 2-1 3-1 4-1 4-2 5-2 6-2 7-2 7-3 8-3 9-3 | - Ed Roberts — 7 min - Jack Fraser — 23 min 30 s - Robert Harrison — 43 min 30 s - - | Arbitrage : Joe Power Desse Brown |
| Riley Hern       | Gardiens | Billy Hague                                     |                                                                                      | Arbitrage : Joe Power Desse Brown |
|                  | |                                                 |                                                                                      | Arbitrage : Joe Power Desse Brown |
|                  | |                                                 |                                                                                      | Arbitrage : Joe Power Desse Brown |

| 13 janvier 1908 | Montréal | 13-1 (6-1, 7-0) | Ottawa | Aréna de Montréal 450 spectateurs |

| Feuille de match | Feuille de match | Feuille de match                                            | Feuille de match         | Feuille de match                  |
| ---------------- | --- | ----------------------------------------------------------- | ------------------------ | --------------------------------- |
|                  | - Ernie Russell — 7 min Ernie Russell — 12 min Frank Glass — 22 min Ernest Johnson — 28 min Ernie Russell — 29 min Ernie Russell — 30 min Ernest Johnson — 38 min Art Ross — 38 min 30 s Cecil Blachford — 40 min 30 s Ernest Johnson — 43 min 30 s Ernest Johnson — 44 min Ernie Russell — 55 min Ernie Russell — 57 min | 0-1 1-1 2-1 3-1 4-1 5-1 6-1 7-1 8-1 9-1 10-1 11-1 12-1 13-1 | Harry Manson — 6 min - - | Arbitrage : Joe Power Desse Brown |
|                  | |                                                             |                          | Arbitrage : Joe Power Desse Brown |
|                  | |                                                             |                          | Arbitrage : Joe Power Desse Brown |
|                  | |                                                             |                          | Arbitrage : Joe Power Desse Brown |